# The Peacemaker (film 1914)
The Peacemaker è un cortometraggio muto del 1914 diretto da Van Dyke Brooke

## Produzione
Il film fu prodotto dalla Vitagraph Company of America.

## Distribuzione
Distribuito dalla General Film Company, il film - un cortometraggio in una bobina - uscì nelle sale cinematografiche statunitensi il 14 ottobre 1914.